# Franco Balmamion
Franco Balmamion (Nole, Turín, 11 de enero de 1940) es un exciclista italiano, profesional durante la década de los 60.
Su mayor logro durante su carrera deportiva fue la victoria en el Giro de Italia 1962, la cual revalidó al año siguiente (1963). Un hecho anecdótico es que consiguió ganar ambos Giros sin lograr ningún triunfo de etapa en ninguna de las dos ediciones. De hecho, no logró ninguna etapa de la corsa rosa en toda su carrera.
Además de esas victorias, otros buenos resultados incluyen la 3.ª posición en el Tour de Francia 1967, la 2.ª posición en la Vuelta a Suiza de 1962 y 1964, el 3.er puesto en la Milán-San Remo 1965 y la 3.ª posición en el Giro del Piamonte 1970.

## Palmarés
1962
- Giro de Italia
- Milán-Turín
- Giro de los Apeninos

1963
- Giro de Italia
- Campeonato de Zúrich

1967
- 2.º en el Giro de Italia
- 3.º en el Tour de Francia
- Campeón de Italia en ruta
- Giro de Toscana

## Resultados en las Grandes Vueltas
| Carrera         | Carrera         | 1961 | 1962 | 1963 | 1964 | 1965 | 1966 | 1967 | 1968 | 1969 | 1970 | 1971 | 1972 |
| --------------- | --------------- | ---- | ---- | ---- | ---- | ---- | ---- | ---- | ---- | ---- | ---- | ---- | ---- |
|                 | Giro de Italia  | 20.º | 1.º  | 1.º  | 8.º  | 5.º  | 6.º  | 2.º  | 7.º  | Ab.  | 12.º | Ab.  | 38.º |
|                 | Tour de Francia | —    | —    | Ab.  | —    | —    | —    | 3.º  | —    | 39.º | 12.º | Ab.  | —    |
|                 | Vuelta a España | —    | —    | —    | —    | —    | —    | —    | —    | —    | —    | —    | —    |
| Mundial en Ruta | Mundial en Ruta | —    | Ab.  | Ab.  | —    | 8.º  | —    | 30.º | Ab.  | —    | —    | —    | —    |

—: no participa

Ab.: abandono